# Япет (спътник)
Вижте пояснителната страница за други значения на Япет.
Япет е третият по големина естествен спътник на Сатурн. Открит е от Джовани Доменико Касини на 25 октомври 1671 г. и е известен с коренно различното си албедо на водещото (спрямо орбиталното движение на спътника) и задното си полукълбо. Апаратът Касини-Хюйгенс разкрива допълнителни особености на Япет.

## Наименование
Япет носи името на един от титаните от древногръцката митология Япет. Понякога бива наричан Сатурн 8.
Касини нарича четирите спътника на Сатурн, които открива (Тетида, Диона, Рея и Япет) с колективното име Sidera Lodoicea или Звездите на Луи в чест на своя крал – френския Луи XIV. Преди 1847 г. астрономите са наричали всички спътници Сатурн 1 до Сатурн 7, включвайки в поредицата и Титан, Мимас и Енцелад. През 1847 г. синът на Уилям Хершел – Джон Хершел в своята публикация „Резултати от астрономически наблюдения направени на Нос добра надежда“ () предлага използването на съвременните имена на спътниците, като им дава имената на титаните и братята и сестрите на бога Хронос.

## Орбита
Орбитата на Япет се отличава със своята сравнително голяма инклинация от 7° спрямо останалите големи спътници на Сатурн, както и с това, че неговата орбита е много по-отдалечена от планетата спрямо тези на Титан и Рея. В това отношение Япет е подобен на по-малките спътници с неправилна форма като Феба, който също има голяма инклинация и е на голямо разстояние от Сатурн, но има ретроградна орбита. Поради инклинацията на орбитата си Япет е единственият спътник, от който пръстените на Сатурн са добре видими; орбитите на повечето от останалите спътници са в равнината на пръстените и те биха изглеждали като тънка линия пресичаща диска на планетата.

## Физически характеристики
Ниската плътност на Япет сочи, че той е съставен предимно от лед с малки примеси от скали. Въпреки значителния си радиус, формата на спътника не е сферична. Части от повърхността са плоски и също така се наблюдава необичайно висок екваториален хребет. Заснемане на цялата повърхност на Япет тепърва предстои.
Повърхността на Япет е осеяна с множество кратери. Снимки от апарата Касини разкриват наличието на три големи кратера в тъмното полукълбо на спътника с диаметър над 350 km. Най-големият от тях е широк 500 km и по периметъра си имат откос с височина от 15 km.

### Двете страни на Япет
През 17 век Джовани Касини отбелязва че Япет е видим само от едната страна на Сатурн, но не и от другата, като правилно заключава, че едното полукълбо на спътника е значително по-тъмна от другата. Предположението се потвърждава от снимки на апарата Вояджър 2.
Водещото полукълбо на спътника има изключително ниско албедо – от 0,03 до 0,05 с лек червено-кафяв оттенък, докато задното полукълбо има албедо от 0,5 до 0,6 и е почти толкова ярко колкото, повърхността на Европа. Тъмното полукълбо е наречено Cassini Regio (Област на Касини), а светлото – Roncevaux Terra.
Произхода на тъмния материал не е известен, но са предложени няколко теории обясняващи произхода му. Дебелината на материала е неизвестна; липсват светли кратери, които биха се образували вследствие на сблъсъци с метеорити, които биха разпръснали тъмния материал, и поради това се предполага, че съществува механизъм за обновяване на тъмната покривка.
Първоначалните наблюдения на Вояджър 2 бяха осъществени на 22 август 1981 г., когато апарата се сближи на 966 000 km с Япет. Апаратът Касини-Хюйгенс направи снимки със значително по-висока разделителна способност на 31 декември 2004 г.

#### Космически произход
Тъмният материал е съставен от органични съединиения и е възможно да е бил принесен на повърхността на Япет от древни метеорити и комети. Наземни наблюдения показват наличието на въглеродни и циано-съединения като въглероден цианид и полимери.
Според друга теория тъмният материал произхожда от Феб. Под действието на микрометеорити е възможно той да е бил разпръснат в околосатурнова орбита и оттам попаднал на повърхността на водещото полукълбо на Япет. След скорошни изследвания на Феб проведени от апарата Касини обаче бяха намерени доказателства против тази теория. Повърхността на Феб по състав е по-близка до задното полукълбо на Япет.